# Mitsubishi Pajero Mini
La Mitsubishi Pajero Mini è una keicar prodotta dalla Mitsubishi dal dicembre 1994 al 2012.
È stata venduta in Giappone dal 2008 anche dalla Nissan, per mezzo di un accordo tra i due costruttori, come Nissan Kix.

## Il contesto
Il Pajero Mini è costruito basandosi sulla Mitsubishi Minica; rispetto alla versione base del Pajero, la versione mini è dotata di un interasse più corto, 4 ruote motrici e un motore 660 cm³ quattro cilindri aspirato o turbo.
L'estrema popolarità Pajero Mini ne ha determinato la produzione di alcune edizioni speciali, tra cui "Iron Cross", "Desert Cruiser", "White Skipper" e "Duke".
Un restyling del Pajero Mini è stato introdotto nel 1998 a seguito dei nuovi regolamenti riferiti alle vetture keicar. Le dimensioni della vettura sono aumentate con il passo allungato di 80 mm e la lunghezza della carrozzeria che ora raggiunge i 3,40 metri, permettendo l'ampliamento dell'abitacolo, con uno spazio per le gambe dei passeggeri posteriori incrementato di 60 mm, e del vano portabagagli. Sui sedili posteriori sono stati aggiunti dei poggiatesta asportabili.
Oltre alla versione 4 ruote motrici, ne è stata introdotta una a 2 ruote motrici per l'uso cittadino. I cambi presenti sono manuale 5 marce o automatico 4 marce. È stato inoltre inserito il sistema di trazione integrale Easy Select 4WD che permette di attivare o disinserire la trazione integrale durante la marcia.
Tra le varie versioni introdotte nel 1998, ve ne è anche una sport 4WD dotata di motore turbo DOHC. Tale versione migliora l'efficienza del sistema di aspirazione e scarico grazie all'adozione di 5 valvole per cilindro (per un totale di 20). L'introduzione di un turbocompressore permette al Pajero Mini Sport di disporre di 64 CV a 7000 giri/min. Le sospensioni sono MacPherson sull'asse anteriore e a 5 bracci su quello posteriore. Infine, è stato aggiunto uno spoiler e pneumatici da 175/80R15.
Alla fine di febbraio 2004 la casa comunica di aver prodotto oltre 400.000 esemplari.
Dall’ottobre del 2008 la Pajero Mini viene venduta anche dalla Nissan presso la
Propria rete di concessionarie giapponesi come Nissan Kix tramite un accordo OEM tra la Mitsubishi e la Nissan.